# Carl Wibling
Carl Efraim Josua Leonard Wibling, född 1 januari 1859 i Lannaskede socken, död 6 februari 1920 i Villie socken, var en svensk lärare och historiker.
Carl Wibling var son till komministern Fredrik Leonhard Wibling och Catharina Wilhelmina Hjertström. Efter mogenhetsexamen i Växjö 1880 studerade han vid Lunds universitet där han blev filosofie kandidat 1885, filosofie licentiat 1888 och filosofie doktor 1890. Han blev efter flera lärarförordnanden läroverksadjunkt i Helsingborg 1899 och var lektor i historia och modersmålet vid läroverket i Ystad 1910–1919. Till Wiblings doktorsavhandling Sveriges förhållande till Siebenbürgen 1623–1648 anslöt han sin året därpå publicerade Karl X Gustaf och Georg Rakoczy II. 1894  utgav han Ur fältmarskalken Fabian Wredes papper. Wiblings arkeologiska intresse väcktes och vidgades under ett par amanuensår vid Lunds universitets historiska museum, och han publicerade under årens lopp ett stort antal uppsatser och artiklar, behandlande bland annat såväl det förhistoriska som det medeltida gravskicket, solkulten i Norden samt mytiskt-mystiska kulthandlingar och troshandlingar så som dessa kunde utläsa ur arkeologiskt material. Som arkeolog verkställde Wibling ett flertal utgrävningar och undersökningar. Särskild uppmärksamhet tilldrog sig Wiblings undersökningar av Ringtorpsgraven, Drottninghögen i Helsingborg och stenåldersfynd i Råå. I samarbete med Oscar Almgren och Knut Kjellmark utgav han Bidrag till landhöjningens historia. Wibling var en i många avseenden originell personlighet, som starkt fängslande och fascinerande sina lärjungar. Kring honom växte en rik anekdotflora, och i Harald Wägners roman De löjliga familjerna (1918) har han fått ge många drag åt en av huvudpersonerna, den epikureiske, sarkastiske men varmt och klokt kännande lektor Lyckstadius.